# Linia kolejowa Pivka – Rijeka
Linia kolejowa Pivka – Rijeka – jednotorowa, zelektryfikowana linia kolejowa w Słowenii i w Chorwacji.
Początkową stacją linii jest Pivka natomiast ostatnią Rijeka.